# Ormur Þórisson
Ormur toskubaks Þórisson (Thorisson, n. 910), fue un vikingo y bóndi de Hleiðargarður, Saurbær í Eyjafirði, Eyjafjarðarsýsla en Islandia. Era hijo de Þórir Ketilsson. Es un personaje de la saga de Víga-Glúms, saga Ljósvetninga, y saga de Njál.